# اسکلروستئوز
اسکلروستئوز (انگلیسی: Sclerosteosis) نوعی بیماری ژنتیکی از نوع اتوزومال مغلوب است که با رشد بیش‌ازحد و غیرمعمولِ استخوان همراه است.
اتوزومال مغلوب است که با رشد بیش‌ازحد و غیرمعمولِ استخوان همراه است.

## پیشینه بیماری
این بیماری نخستین بار در سال ۱۹۵۸ میلادی توصیف شد، اما نام کنونی‌اش را در سال ۱۹۶۷ میلادی بدست آورد.
تشکیل بیش‌ازحدِ استخوان در جمجمه، فک پایین و استخوان‌های لوله‌ای (توبولار) از جاهای دیگر بیشتر است و می‌تواند منجر به از ریخت‌افتادگیِ چهره و انگشت‌چسبی شود. افزایش فشار داخلِ جمجمه ممکن است منجر به مرگ بیماران شود.
اسکلروستئوز بسیار نادر است و بیشتر در نژاد آفریکانرها در آفریقای جنوبی (۴۰ بیمار) دیده شده‌است؛ اما مواردی هم در خانواده‌های آمریکایی و برزیلی گزارش شده‌است.

## علت بیماری
این بیماری در اثرِ جهش در ژنِ تولیدکنندهٔ اسکلروستین به وجود می‌آید.